# Didymodon bistratosus
Didymodon bistratosus là một loài rêu trong họ Pottiaceae. Loài này được Hebr. & R.B. Pierrot mô tả khoa học đầu tiên năm 1994.